# John Wyndham Dawson
John Wyndham Dawson  ( 1928 ) es un botánico neozelandés. Desarrolló y culminó su actividad científica en la "Escuela de Ciencias Biológicas de Victoria", en la Universidad de Wellington.

## Algunas publicaciones
- Craven, LA; JW Dawson. 1998. Callistemon of New Caledonia transferred to Melaleuca (Myrtaceae). Adansonia 20 (1) : 191-194

### Libros
- 1999. Flore de la Nouvelle-Calédonie. Con Ph Morat, André Aubréville. Ed. Muséum National D'Histoire Naturelle. Lab. de Phanérogamie, 144 pp.

- 1999. 'Myrtaceae' : 'Myrtoideae' I : 'Syzygium' . Ed. Paris : Muséum national d'histoire naturelle. 144 pp. ISBN 2-85654-215-8

- 1992. 'Myrtaceae' - 'Leptospermoideae' . Con C Tirel. Ed. Paris : Muséum national d'histoire naturelle. 251 pp. ISBN 2-85654-195-X

- 1971. Relationships of the New Zealand Umbelliferae. Ed. Academic Press

- 1961. A revision of the genus Anisotome : Umbelliferae. Ed. University of California Press. 61 pp. 17 pl.

- La abreviatura «J.W.Dawson» se emplea para indicar a John Wyndham Dawson como autoridad en la descripción y clasificación científica de los vegetales.[1]